# Kémény-szikla
A Kémény-szikla Kesztölchöz tartozó Klastrompuszta mellett található, nevét alakjáról kapta, mint egy kémény emelkedik ki a település fölé a fehér mészkőtömb. A Pilis (hegység) nyugati felén helyezkedő kilátópont az egyik legszebb panorámával rendelkező hely. Népszerű kirándulóhely.

## Szabadidő
A Pilisi kilátások túramozgalom igazolópontja. Közelben vezet el az Országos Kéktúra 12-es_számú szakasza.

### Megközelítése
A Kesztölc-höz tartozó Klastrompusztáról induló Z+, majd Z∆ jelzésen 1,7 kilométeres túrával érhetünk a Kémény-sziklához.

## Képgaléria

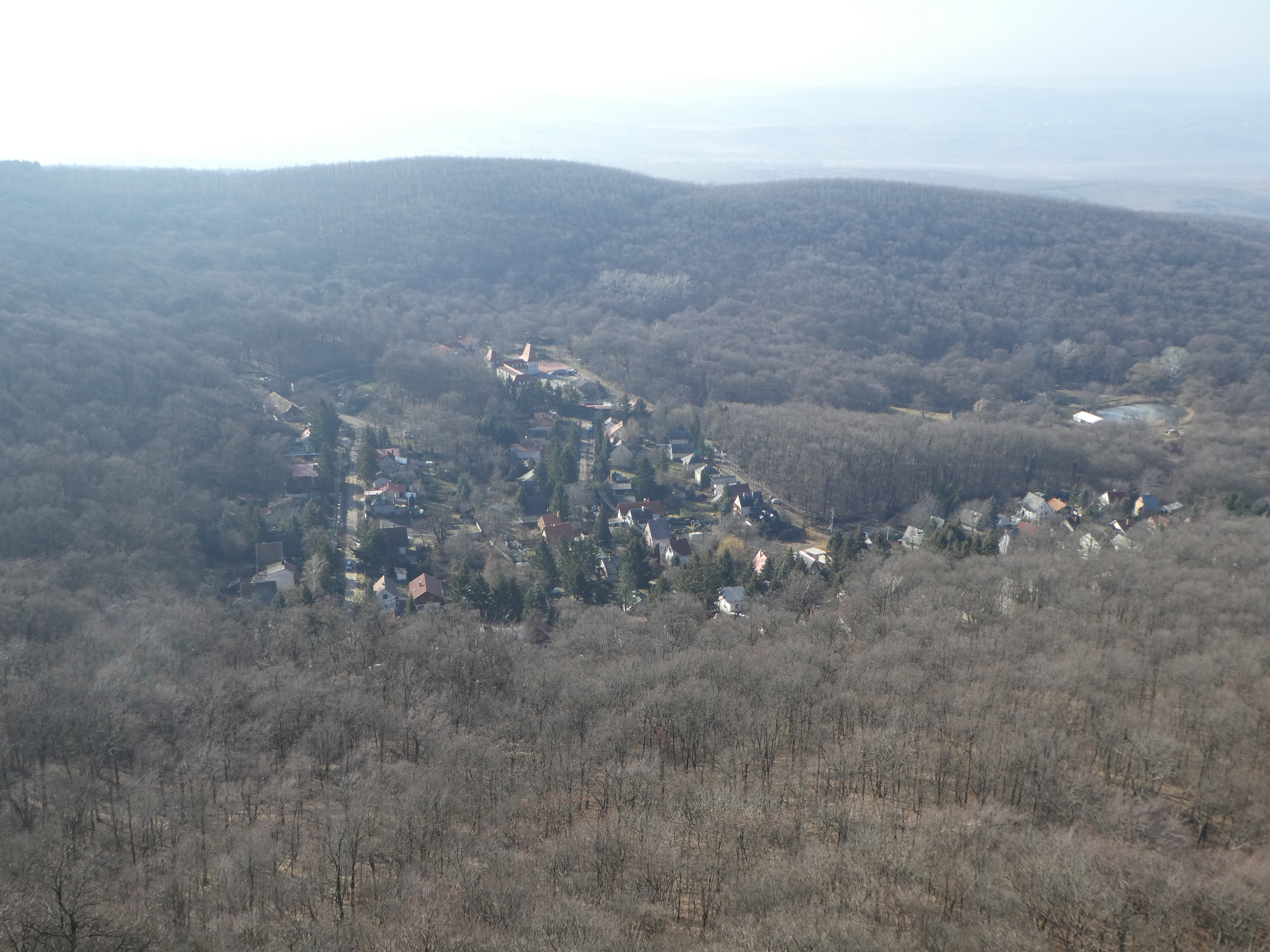
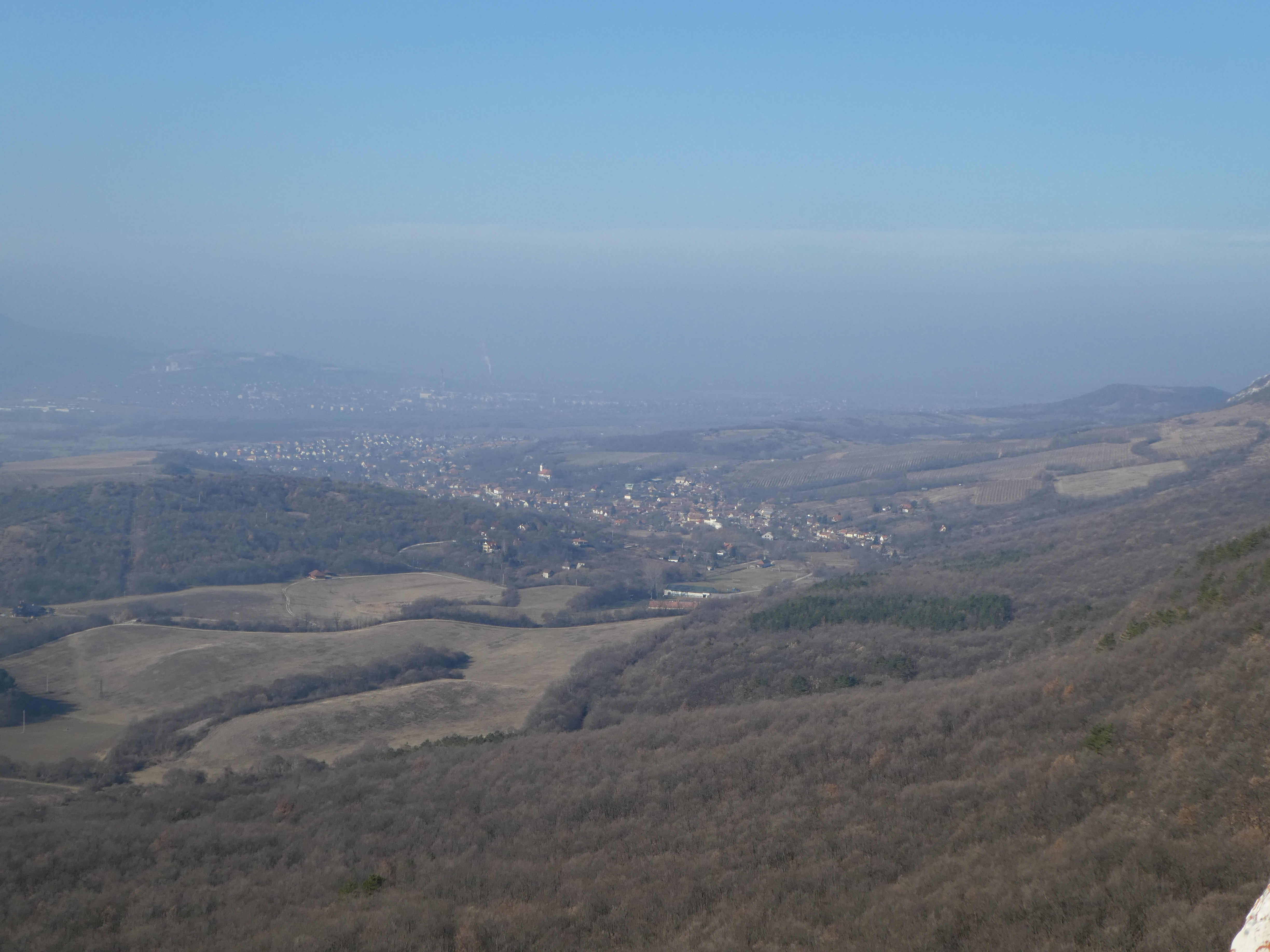
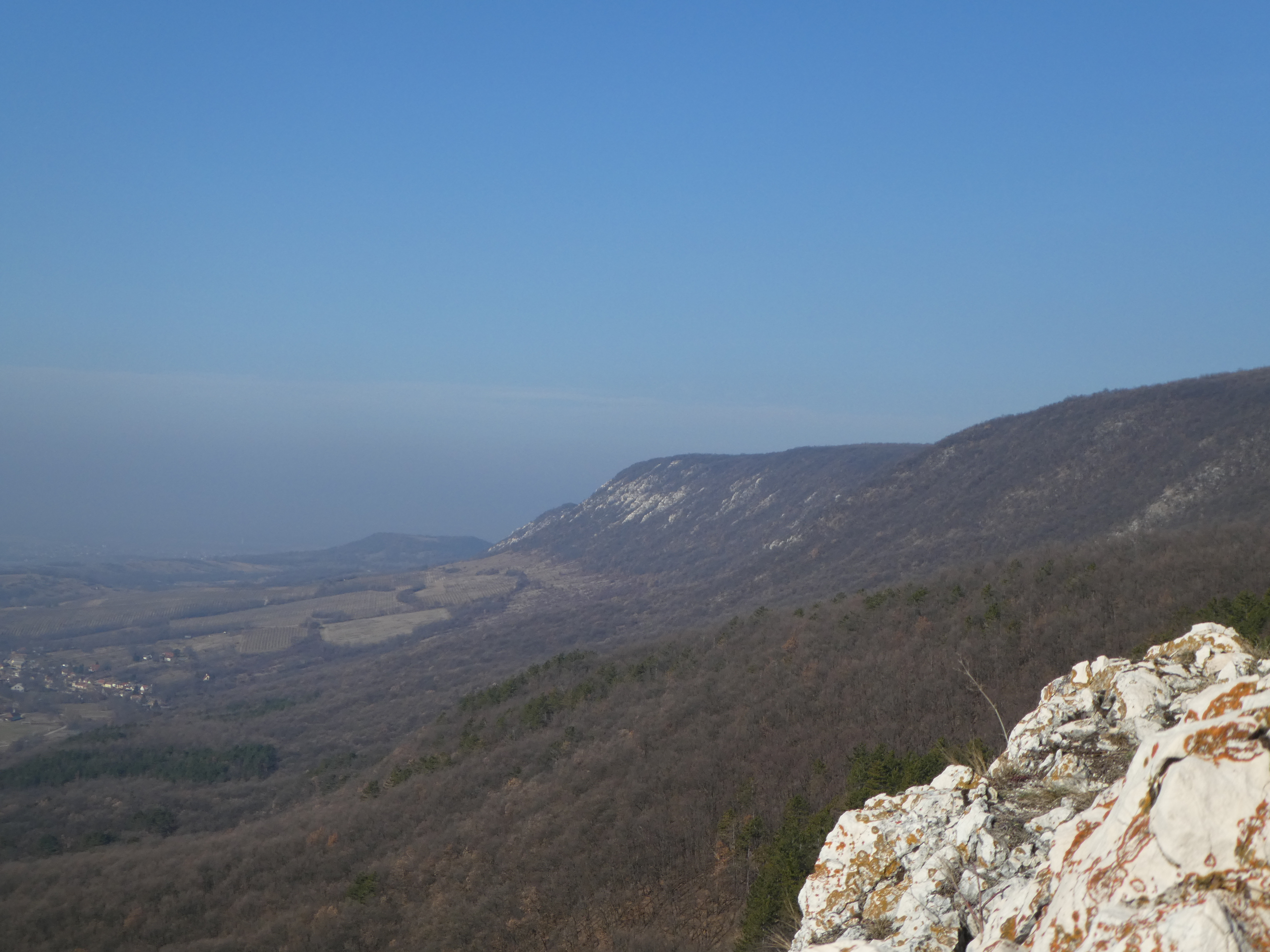